# Kathleen Sebelius

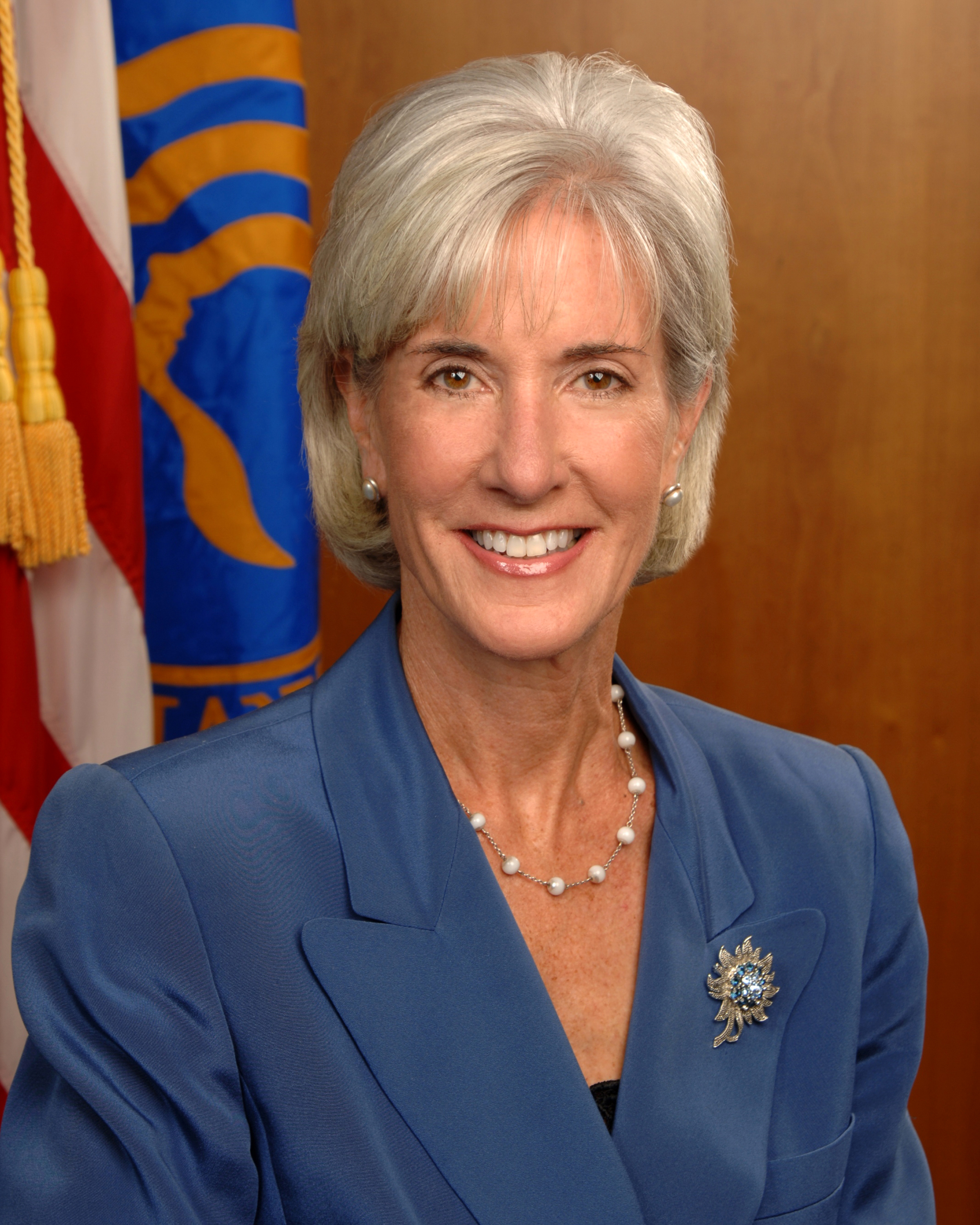
Kathleen Sebelius.

Kathleen Sebelius (Cincinnati, 15 de maio de 1948) é uma política americana, foi governadora do Kansas de 2003 até 2009, ano de sua renúncia. Filiada no Partido Democrata. Foi Secretária de Saúde do governo Obama de 2009 até 2014.
Em agosto de 2011, foi considerada a 13º mulher mais poderosa do mundo, segundo a Forbes.
Tendo servido como governador do Kansas de 2003 a 2009, Sebelius é a primeira filha de um governador a ser eleita governadora na história americana; seu falecido pai, John Gilligan, foi governador de Ohio. A revista Time nomeou-a uma das cinco melhores governadoras dos Estados Unidos. Os cargos eletivos anteriores incluem dois mandatos como comissário de seguros do Kansas e quatro mandatos no Legislativo do Kansas.